# Ипское
Ипское — бывшее село под Москвой, на территории нынешнего Филёвского парка («Кунцевской липовой рощи»). Известно в XVII—XVIII веках. Не существовала на момент включения территории бывшего села в городскую черту.
Находилась у Москвы-реки, по И. Е. Забелину, «гдѣ теперь идя отъ Гусарева начинается Кунцовская липовая роща въ ней было три двора въ двухъ жило по одному крестьянину и въ одномъ два бобыля».  
В 1454 году наместник ростовский Пётр Константинович передал две деревни у Крылатского, «Олферчиково да Ипское» Успенскому собору монастыря святого Саввы «на Москве, на Посаде».
Входило во владения Льва Кирилловича Нарышкина — дяди Петра I, а до этого, по видимому, принадлежало княгине Ирине Мстиславской. В состав вотчины И. И. Мстиславской, исходя из данных переписной книги 1626—1629 гг., входили деревни Мазилово, Гусарово, Ипское, Кунцево (Прохоров 2003: C.17).
В конце XVII века деревня была переселена к деревне Мазилово. Сохранились владельческие топонимы Нарышкинский пруд, Усадьба Нарышкиных.
Согласно И. Е. Забелину, «в XV в большом ходу было сукно Ипское, называемое так от такого либо города или страны откуда привозилось на Русь».